# マイケル・トンキン
マイケル・ハービー・トンキン（Michael Harvey Tonkin, 1989年11月19日 - ）は、アメリカ合衆国・カリフォルニア州ロサンゼルス郡グレンデール出身のプロ野球選手（投手）。MLBのミネソタ・ツインズ傘下所属。
同じくプロ野球選手のジェイソン・クベルは義兄にあたる。

## 経歴

### プロ入りとツインズ時代
2008年のMLBドラフト30巡目（全体906位）でミネソタ・ツインズから指名され、7月27日に契約。契約後、傘下のルーキー級ガルフ・コーストリーグ・ツインズでプロデビュー。6試合（先発1試合）に登板して0勝1敗、防御率3.27、8奪三振の成績を残した。
2009年はルーキー級ガルフ・コーストリーグ・ツインズでプレーし、11試合（先発9試合）に登板して3勝4敗、防御率3.62、60奪三振の成績を残した。
2010年はアパラチアンリーグのルーキー級エリザベストン・ツインズでプレーし、10試合に登板して1勝0敗1セーブ・防御率1.08・26奪三振の成績を残した。7月にA級ベロイト・スナッパーズへ昇格。13試合（先発12試合）に登板して3勝6敗、防御率4.29、40奪三振の成績を残した。
2011年はA級ベロイトでプレーし、48試合（先発3試合）に登板して4勝3敗2セーブ、防御率3.87、69奪三振の成績を残した。
2012年もA級ベロイトでプレーし、22試合に登板して3勝0敗6セーブ、防御率1.38、53奪三振の成績を残した。6月にA+級フォートマイヤーズ・ミラクルへ昇格。22試合に登板して1勝1敗6セーブ、防御率2.97、44奪三振の成績を残した。オフの11月20日にツインズとメジャー契約を結び、40人枠入りを果たした。
2013年3月11日にAA級ニューブリテン・ロックキャッツへ異動し、そのまま開幕を迎えた。22試合に登板して1勝2敗7セーブ、防御率2.22・30奪三振の成績を残した。5月にAAA級ロチェスター・レッドウイングスへ昇格。7月11日にメジャーへ昇格し、同日のタンパベイ・レイズ戦でメジャーデビュー。7回2死から登板し、1.1回を無安打無失点1奪三振に抑えた。7月13日にAAA級ロチェスターへ降格。8月20日に再昇格し、23日に再びAAA級ロチェスターへ降格した。9月8日にメジャーへ再昇格した。メジャーで投げたのは9試合だけだったが、防御率は0.79という好成績だった。
2014年2月28日にツインズと1年契約に合意し、3月24日にAAA級ロチェスターへ異動。3月30日にメジャーへ昇格し、開幕ロースター入りした。開幕後の4月3日にAAA級ロチェスターへ降格したが、12日に再昇格した。同年は25試合にリリーフ登板したが、防御率は4.74まで悪化した。
2015年はリリーフで26試合に登板し、防御率3.47を記録した。しかし勝ち星は挙げられず、メジャー初勝利は4シーズン目以降に持ち越しとなった。
2016年はリリーフ陣の主力の1人として、65試合に登板。71.2イニングで80個の三振を奪ったが、一方で本塁打13本を打たれて防御率5.02に終わった。
2017年5月6日にDFAとなり、14日にマイナー契約に切り替わってAAA級ロチェスターへ配属された。9月5日にメジャー契約を結んでアクティブ・ロースター入りした。11月8日にFAとなった。

### 日本ハム時代

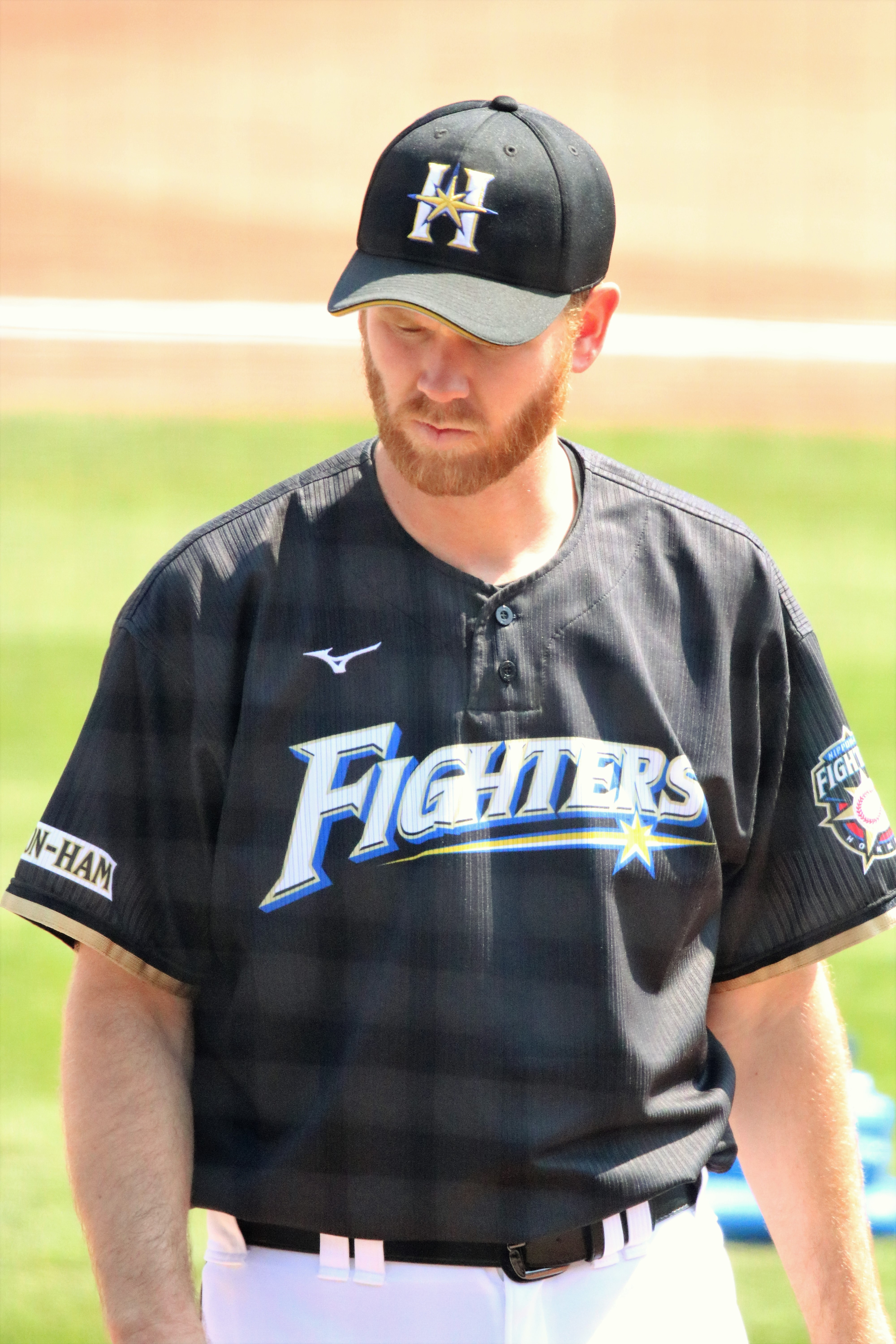
北海道日本ハムファイターズ時代
（2018年3月14日、マツダスタジアムにて）

2017年11月13日に北海道日本ハムファイターズとの契約を結んだ。2年契約で推定年俸は1億2000万円で背番号は「19」。
2018年はオリックス・バファローズへFA移籍した増井浩俊の後任として抑えで起用され、宮西尚生、石川直也と共に勝利パターンを担った。しかし交流戦からは石川の抑え転向、また同年不調に陥った有原航平を抑えとして起用としたことからセットアッパーに転向。前半戦を終えて防御率1.74、10ホールド、12セーブと安定した成績を残していたが、後半戦になると一変し防御率6.75と不調に陥った。最終的には防御率3.71、20ホールド、12セーブで終え、契約期間を1年残していたが12月6日に退団となった。

### ブルワーズ傘下時代
2019年1月23日にテキサス・レンジャーズとマイナー契約を結び、スプリング・トレーニングに招待選手として参加することになった。スプリングトレーニングでは4試合に投げて4.2イニングで2安打、1失点だった。3月22日に契約解除された。同日、ミルウォーキー・ブルワーズとマイナー契約を結んだ。AAA級サンアントニオ・ミッションズに配属され、14試合で3勝0敗、防御率4.26の成績を残したが、6月10日に自由契約となった。

### 独立リーグ時代
2019年6月18日に独立リーグ・アトランティックリーグのロングアイランド・ダックスと契約した。22試合で3勝2敗7セーブ、防御率0.34の成績だった。

### ダイヤモンドバックス傘下時代
2019年8月19日にアリゾナ・ダイヤモンドバックスとマイナー契約を結んだ。AAA級リノ・エーシズに配属され、5試合に出場し、0勝0敗、防御率7.71を記録した。
2020年5月22日にFAとなった。

### 独立リーグ時代
2021年3月31日、アトランティックリーグのロングアイランド・ダックスと投手兼任ブルペンコーチとして契約した。

### メキシカンリーグ時代
2021年7月18日にメキシカンリーグのティファナ・ブルズと契約を結んだ。

### ブレーブス時代
2022年1月11日にアトランタ・ブレーブスとマイナー契約を結んだ。同日中に傘下AAA級グウィネット・ストライパーズへ配属された。11月10日に40人ロースター入りした。
2023年は開幕ロースターに選出されると、4月11日のシンシナティ・レッズ戦では7年ぶりとなるメジャーでの勝利を挙げた。6月15日のコロラド・ロッキーズ戦ではMLBでは初となるセーブを挙げた。このシーズンは45試合に登板し、防御率4.28という成績を残した。オフの11月17日にノンテンダーFAとなった。

### メッツ時代
2023年12月5日にニューヨーク・メッツと1年総額100万ドルの契約を結んだ。
2024年は開幕から3試合にリリーフ登板するも2敗を喫し、防御率4.50という成績であった。4月5日にタイラー・ジェイ獲得にともなうロースター枠確保のためにDFAとなった。

### ツインズ復帰
2024年4月9日に金銭トレードでミネソタ・ツインズへ移籍した。4月13日にDFAとなった。

### メッツ復帰
2024年4月17日に放出からわずか8日でメッツに再加入したが、4月22日にDFAとなった。トンキンにとってこの年すでに3度目のDFAであった。

### ヤンキース時代
2024年4月25日にウェイバー公示を経てニューヨーク・ヤンキースに移籍した。ヤンキースでは39試合に救援登板して、3勝2敗2セーブ、防御率3.38、57奪三振を記録した。8月25日にこの年4度目となるDFAとなった。

### ツインズ復帰
2024年8月27日にウェイバー公示を経てミネソタ・ツインズに三度復帰した。この年は3球団で合計57試合に登板して4勝4敗2セーブ1ホールド、防御率3.63、85奪三振を記録した。
2025年は開幕前日に右肩を痛めた為に15日間の故障者リストで迎え、5月16日に60日間のリストに移行した。6月13日にマイナー降格を受け入れて、リハビリの為にAAA級セントポール・セインツに降格した。

## 選手としての特徴
| 球種         | 投球 割合 | 平均球速 mph (kph) | 水平運動 in (cm) | 垂直運動 in (cm) |
| ------------ | --------- | ------------------ | ---------------- | ---------------- |
| フォーシーム | 48 %      | 95 (152)           | 0-7 (-17)        | 8 (21)           |
| スライダー   | 29 %      | 84 (134)           | 003 (06)         | -1 (-3)          |
| シンカー     | 18 %      | 94 (152)           | -10 (-26)        | 4 (11)           |
| カッター     | 05 %      | 91 (146)           | 0-1 (0-3)        | 5 (12)           |

スリークォーターから、最速98.8mph（159km/h）・平均94mph（151km/h）のフォーシームを中心に、決め球である平均83mph（134km/h）のスライダー、その他に平均94mph（151km/h）のシンカー、平均90mph（145km/h）のカッター、稀に平均88mph（142km/h）のチェンジアップなども使用する（チェンジアップはMLB通算平均）。
2012年まではフォーシームを主体に、カーブ、スライダー、チェンジアップ、カットボール、ツーシームなどの多彩な球種を投げていた。2014年からは大幅にスタイルを変更し、平均球速94mph（約151km/h）のツーシームが投球全体の約70%を占め、残りが平均球速83mph（約134km/h）のスライダーという、事実上2球種を投球主体としている。その一方でカウント球としてフォーシームを使用することもあり、稀に前述の球種を投げることもある。
尚、メジャーではカットボールは2017年にしか投げておらず、基本球種も2023年はフォーシームをやめてシンカーに戻したが、2024年は再びフォーシームにするなどシーズンによってスタイルを変えている

## 詳細情報

### 年度別投手成績
| 年 度    | 球 団    | 登 板 | 先 発 | 完 投 | 完 封 | 無 四 球 | 勝 利 | 敗 戦 | セ 丨 ブ | ホ 丨 ル ド | 勝 率 | 打 者 | 投 球 回 | 被 安 打 | 被 本 塁 打 | 与 四 球 | 敬 遠 | 与 死 球 | 奪 三 振 | 暴 投 | ボ 丨 ク | 失 点 | 自 責 点 | 防 御 率 | W H I P |
| -------- | -------- | ----- | ----- | ----- | ----- | -------- | ----- | ----- | -------- | ----------- | ----- | ----- | -------- | -------- | ----------- | -------- | ----- | -------- | -------- | ----- | -------- | ----- | -------- | -------- | ------- |
| 2013     | MIN      | 9     | 0     | 0     | 0     | 0        | 0     | 0     | 0        | 0           | ----  | 47    | 11.1     | 9        | 3           | 0        | 0     | 0        | 10       | 1     | 0        | 6     | 1        | 0.79     | 1.06    |
| 2014     | MIN      | 25    | 0     | 0     | 0     | 0        | 0     | 0     | 0        | 4           | ----  | 87    | 19.0     | 23       | 2           | 6        | 0     | 2        | 16       | 1     | 0        | 13    | 10       | 4.74     | 1.53    |
| 2015     | MIN      | 26    | 0     | 0     | 0     | 0        | 0     | 0     | 0        | 5           | ----  | 99    | 23.1     | 21       | 4           | 9        | 2     | 1        | 19       | 1     | 0        | 9     | 9        | 3.47     | 1.29    |
| 2016     | MIN      | 65    | 0     | 0     | 0     | 0        | 3     | 2     | 0        | 2           | .600  | 315   | 71.2     | 80       | 13          | 24       | 0     | 3        | 80       | 5     | 0        | 46    | 40       | 5.92     | 1.45    |
| 2017     | MIN      | 16    | 0     | 0     | 0     | 0        | 0     | 1     | 0        | 0           | .000  | 97    | 21.1     | 22       | 6           | 12       | 0     | 1        | 24       | 2     | 0        | 15    | 12       | 5.14     | 1.62    |
| 2018     | 日本ハム | 53    | 0     | 0     | 0     | 0        | 4     | 4     | 12       | 20          | .500  | 226   | 51.0     | 45       | 2           | 23       | 2     | 7        | 33       | 6     | 0        | 24    | 21       | 3.71     | 1.33    |
| 2023     | ATL      | 45    | 0     | 0     | 0     | 0        | 7     | 3     | 1        | 2           | .700  | 325   | 80.0     | 64       | 13          | 23       | 1     | 2        | 75       | 2     | 1        | 41    | 38       | 4.28     | 1.09    |
| 2024     | NYM      | 5     | 0     | 0     | 0     | 0        | 1     | 2     | 0        | 0           | .333  | 35    | 7.0      | 8        | 1           | 2        | 0     | 3        | 6        | 1     | 0        | 10    | 4        | 5.14     | 1.43    |
| 2024     | NYY      | 39    | 0     | 0     | 0     | 0        | 3     | 2     | 2        | 1           | .600  | 232   | 56.0     | 44       | 5           | 21       | 1     | 3        | 57       | 3     | 1        | 26    | 21       | 3.38     | 1.16    |
| 2024     | MIN      | 13    | 0     | 0     | 0     | 0        | 0     | 0     | 0        | 0           | ----  | 73    | 16.1     | 18       | 0           | 7        | 0     | 2        | 22       | 0     | 0        | 7     | 7        | 3.86     | 1.53    |
| '24計    | MIN      | 57    | 0     | 0     | 0     | 0        | 4     | 4     | 2        | 1           | .500  | 340   | 79.1     | 70       | 6           | 30       | 1     | 8        | 85       | 4     | 1        | 43    | 32       | 3.63     | 1.26    |
| MLB：7年 | MLB：7年 | 243   | 0     | 0     | 0     | 0        | 14    | 10    | 3        | 14          | .583  | 1310  | 305.2    | 289      | 44          | 107      | 4     | 17       | 309      | 16    | 2        | 173   | 142      | 4.18     | 1.30    |
| NPB：1年 | NPB：1年 | 53    | 0     | 0     | 0     | 0        | 4     | 4     | 12       | 20          | .500  | 226   | 51.0     | 45       | 2           | 23       | 2     | 7        | 33       | 6     | 0        | 24    | 21       | 3.71     | 1.33    |

- 2024年度シーズン終了時

### MLBポストシーズン投手成績
| 年 度     | 球 団     | シ リ ｜ ズ | 登 板 | 先 発 | 勝 利 | 敗 戦 | セ ｜ ブ | 打 者 | 投 球 回 | 被 安 打 | 被 本 塁 打 | 与 四 球 | 敬 遠 | 与 死 球 | 奪 三 振 | 暴 投 | ボ ｜ ク | 失 点 | 自 責 点 | 防 御 率 |
| --------- | --------- | ----------- | ----- | ----- | ----- | ----- | -------- | ----- | -------- | -------- | ----------- | -------- | ----- | -------- | -------- | ----- | -------- | ----- | -------- | -------- |
| 2023      | ATL       | NLDS        | 1     | 0     | 0     | 0     | 0        | 4     | 0.2      | 2        | 0           | 0        | 0     | 0        | 1        | 0     | 0        | 0     | 0        | 0.00     |
| 出場：1回 | 出場：1回 | 出場：1回   | 1     | 0     | 0     | 0     | 0        | 4     | 0.2      | 2        | 0           | 0        | 0     | 0        | 1        | 0     | 0        | 0     | 0        | 0.00     |

- 2024年度シーズン終了時

### 年度別守備成績
| 年 度 | 球 団    | 投手（P） | 投手（P） | 投手（P） | 投手（P） | 投手（P） | 投手（P） |
| 年 度 | 球 団    | 試 合     | 刺 殺     | 補 殺     | 失 策     | 併 殺     | 守 備 率  |
| ----- | -------- | --------- | --------- | --------- | --------- | --------- | --------- |
| 2013  | MIN      | 9         | 0         | 2         | 0         | 1         | 1.000     |
| 2014  | MIN      | 25        | 1         | 4         | 0         | 0         | 1.000     |
| 2015  | MIN      | 26        | 2         | 4         | 0         | 0         | 1.000     |
| 2016  | MIN      | 65        | 0         | 7         | 0         | 2         | 1.000     |
| 2017  | MIN      | 16        | 0         | 0         | 0         | 0         | ----      |
| 2018  | 日本ハム | 53        | 4         | 4         | 1         | 0         | .889      |
| 2023  | ATL      | 45        | 1         | 3         | 0         | 0         | 1.000     |
| 2024  | NYM      | 5         | 2         | 0         | 0         | 0         | 1.000     |
| 2024  | MIN      | 13        | 3         | 1         | 0         | 0         | 1.000     |
| 2024  | NYY      | 39        | 1         | 6         | 0         | 1         | 1.000     |
| '24計 | NYY      | 57        | 6         | 7         | 0         | 1         | 1.000     |
| MLB   | MLB      | 243       | 10        | 27        | 0         | 4         | 1.000     |
| NPB   | NPB      | 53        | 4         | 4         | 1         | 0         | .889      |

- 2024年度シーズン終了時

### 記録
NPB初記録
- 初登板：2018年4月1日、対埼玉西武ライオンズ3回戦（札幌ドーム）、8回表に4番手で救援登板、1回無失点
- 初奪三振：同上、8回表に外崎修汰から空振り三振
- 初勝利：2018年4月4日、対東北楽天ゴールデンイーグルス2回戦（楽天生命パーク宮城）、8回裏に3番手で救援登板、1回2失点（自責点0）
- 初セーブ：2018年4月5日、対東北楽天ゴールデンイーグルス3回戦（楽天生命パーク宮城）、9回裏に2番手で救援登板・完了、1回無失点
- 初ホールド：2018年4月8日、対千葉ロッテマリーンズ3回戦（東京ドーム）、8回表に2番手で救援登板、1回無失点

### 背番号
- 59（2013年 - 2017年）
- 19（2018年）
- 51（2023年 - 2024年途中）
- 39（2024年途中 - 同年終了）
- 50（2024年途中 - 同年途中）